# آلا (إلهة)

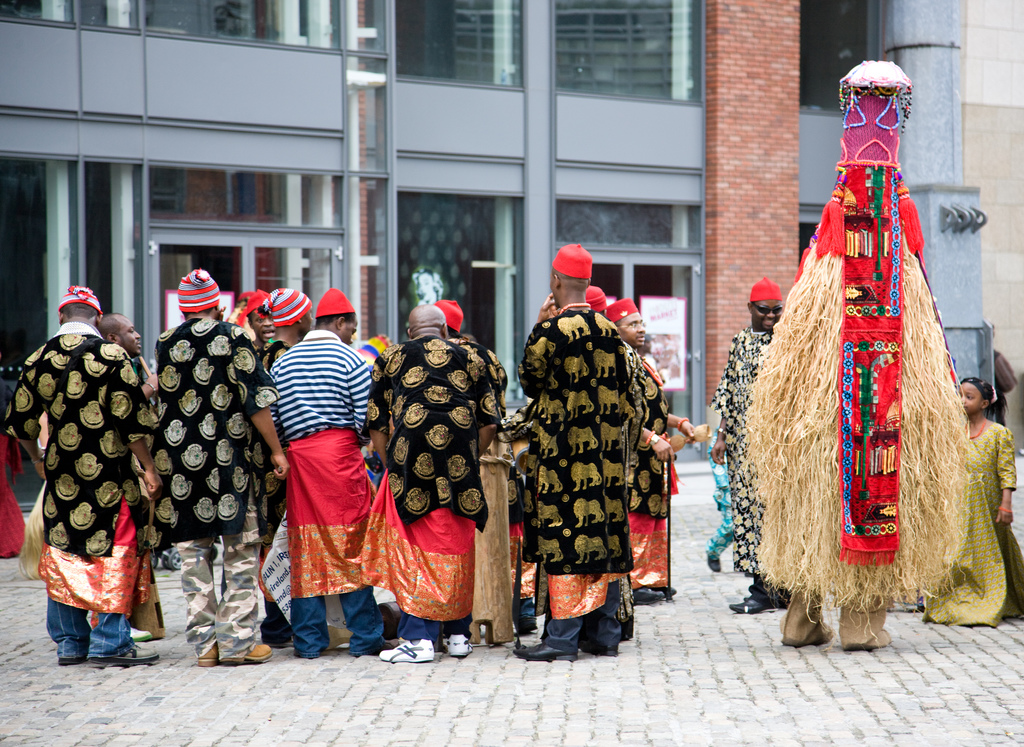
مهرجان يام-إيجبو الجديد، دبلن

آلا (بالإنجليزية: Ala)‏، في الأساطير الأفريقية، هي ربة الأرض عند شعب الإيبو في نيجيريا. وابنة الرب الأعلى وأم كل الأشياء. وهي ربة الخصب وربة الموت معًا. تمنح الولادة في البداية وترحب بعودة الموتى إلى رحمها في النهاية. لها في نيجيريا، حيث ما تزال تُعبد، معابد مقامة في وسط القُرى، حيث لها تمثال محاط بصور أرباب أخرى وحيوانات. تحظى بأعظم شعبية عند شعب الإيبو.

## انظر أَيضًا
أساطير المرأة الإفريقية:
- الأساطير الإفريقية

- أبوك
- أني يو
- آييدا ويدو
- عيشة قنديشة
- ينينجا